# Amusurgus xanthoneurus
Amusurgus xanthoneurus is een rechtvleugelig insect uit de familie krekels (Gryllidae). De wetenschappelijke naam van deze soort is voor het eerst geldig gepubliceerd in 1940 door Chopard.